# Mahbub ul Haq
Mahbub ul Haq (tiếng Urdu: محبوب الحق; 24 tháng 2 năm 1934 – 16 tháng 7 năm 1998) là một nhà kinh tế học, chính trị gia và nhà lý luận người Pakistan, từng là Bộ trưởng Tài chính Pakistan từ ngày 10 tháng 4 năm 1985 đến ngày 28 tháng 1 năm 1986 và lần hai từ tháng 6 đến tháng 12 của năm 1988.
Sau khi tốt nghiệp chuyên ngành kinh tế tại Trường Cao đẳng Chính phủ Lahore, ông đã giành được học bổng vào Đại học Cambridge để lấy bằng thứ hai. Sau đó, ông nhận bằng Tiến sĩ tại Đại học Yale và thực hiện nghiên cứu sau tiến sĩ tại Trường Harvard Kennedy. Ông trở lại Pakistan để làm Kinh tế trưởng của Ủy ban Kế hoạch trong suốt những năm 1960. Năm 1970, sau khi Thống chế Ayub Khan sụp đổ, ông chuyển đến Washington DC để làm Giám đốc Hoạch định Chính sách của Ngân hàng Thế giới cho đến năm 1982, nơi ông đóng một vai trò quan trọng trong việc định hướng lại phương pháp tiếp cận hỗ trợ phát triển ở các nước thu nhập thấp.
Ông trở lại Pakistan vào năm 1982 và năm 1985, trở thành Bộ trưởng Tài chính của đất nước, giám sát giai đoạn tự do hóa kinh tế. Năm 1989, ông trở lại Hoa Kỳ, nơi ông giữ vai trò Cố vấn Đặc biệt cho Quản trị viên Chương trình Phát triển Liên hợp quốc (UNDP) – William Henry Draper. Tại UNDP, Haq đã lãnh đạo việc thành lập Báo cáo Phát triển Con người và Chỉ số HDI được tôn trọng rộng rãi, đo lường sự phát triển dựa trên hạnh phúc, thay vì chỉ dựa trên thu nhập. Ông trở lại Pakistan vào năm 1996 để thành lập Trung tâm Phát triển Con người ở Islamabad.
Haq được coi là có ảnh hưởng sâu sắc đến sự phát triển toàn cầu. Cuốn sách năm 1995 của Haq Những phản ánh về phát triển con người được cho là đã mở ra con đường mới cho các đề xuất chính sách cho các mô hình phát triển con người, chẳng hạn như Hiệp ước Toàn cầu 20:20. Amartya Sen và Tam Dalyell cho rằng công việc của Haq đã “mang lại một sự thay đổi lớn trong cách hiểu và kế toán thống kê của quá trình phát triển”. The Economist gọi ông là “một trong những người có tầm nhìn xa về sự phát triển quốc tế”.  Ông được nhiều người coi là “người phát ngôn rõ ràng và thuyết phục nhất cho thế giới đang phát triển”.

## Tuổi trẻ và học vấn
Mahbub ul Haq sinh ra ở Gurdaspur, thuộc tỉnh Punjab trước độc lập, ngày nay thuộc Cộng hòa Ấn Độ, vào ngày 24 tháng 2 năm 1934. Thời niên thiếu, ông đã chứng kiến bạo lực tôn giáo và di cư cưỡng bức gắn liền với nền độc lập của Pakistan và Ấn Độ trong Tháng 8 năm 1947.  Ông và gia đình thoát chết trong gang tấc khi bị người Sikh giết hại trong một chuyến tàu tị nạn đến Pakistan. Bản chất của bạo lực tôn giáo đã để lại ấn tượng lâu dài trong Mahbub ul Haq.  Sau khi đến Lahore, Haq được cấp nhà ở do chính phủ tài trợ và quyết định tiếp tục đi học.
Năm 1953 Haq tốt nghiệp chuyên ngành kinh tế tại Trường Cao đẳng Chính phủ Lahore. Ông giành được học bổng để theo học tại Đại học Cambridge, nơi ông tiếp tục nhận được một bằng Cử nhân khác trong cùng chuyên ngành. Tại Cambridge, Haq lấy bằng cử nhân cùng với Amartya Sen, người cùng ông hình thành nên tình bạn thân thiết. Sau khi gia hạn học bổng, Haq đến Hoa Kỳ để học tiến sĩ tại Đại học Yale và lấy bằng Tiến sĩ Kinh tế. Sau đó, Haq thực hiện công việc sau tiến sĩ tại Đại học Harvard năm 1960-1961

## Sự nghiệp
Khi trở về Pakistanvào năm 1957, ở tuổi 23 Haq đã tham gia Ủy ban Kế hoạch với tư cách Trợ lý Trưởng ban trong khi chuẩn bị Kế hoạch 5 năm đầu tiên của mình. Chịu ảnh hưởng của tư tưởng kinh tế chủ đạo trong giới học thuật Hoa Kỳ, Haq ủng hộ chủ nghĩa tư bản là cơ sở kinh tế của nền kinh tế quốc gia và giúp hướng dẫn chính phủ áp dụng các nguyên tắc thị trường tự do để thúc đẩy nền kinh tế. Cách tiếp cận này đã được chính phủ quân sự của Tướng Ayub Khan hết lòng ủng hộ sau khi lên nắm quyền vào tháng 10 năm 1958. Đến những năm 1960, với tư cách là Kinh tế trưởng của Ủy ban Kế hoạch Haq đã có những bài phát biểu trên khắp đất nước để ủng hộ các chính sách kinh tế này.
Trong khi cộng đồng quốc tế hoan nghênh Pakistan như một hình mẫu phát triển, thì Haq lại lo ngại rằng tất cả đều không ổn với việc phân phối các lợi ích của tăng trưởng. Sự phát triển kinh tế nhanh chóng khiến nhóm của Haq nghi ngờ khả năng tồn tại lâu dài của một mô hình tăng trưởng như vậy và ông ngày càng ủng hộ việc đánh thuế nặng hơn đối với các tầng lớp sở hữu tài sản. Trong một bài phát biểu được báo cáo rộng rãi với Trung tâm Nghiên cứu Kinh tế Ứng dụng tại Đại học Karachi vào tháng 4 năm 1968, Haq cáo buộc rằng "22 nhóm gia đình công nghiệp đã thống trị vòng đời kinh tế và tài chính của Pakistan và họ kiểm soát khoảng hai phần ba tài sản công nghiệp, 80% tài sản ngân hàng và 79% tài sản bảo hiểm trong lĩnh vực công nghiệp. "  Danh sách bao gồm gia đình Dawood củaDawood Group, Saigols of Saigol Group, Adamjees of Adamjee Group, Colony, Fancy, Valika, Jalil, Bawany, Crescent, Wazir Ali, Gandhara, Ispahani, House of Habib, Khyber, Nishat Group, Beco, Gul Ahmed Group, Arag, Hafiz, Karim, Milwala và Dada. </ref>
Những tiết lộ này đóng một vai trò quan trọng trong việc huy động hàng triệu người trong một phong trào biểu tình lớn, dẫn đến việc lật đổ Thống chế Ayub Khan vào tháng 3 năm 1969. Sau khi Ayub sụp đổ, Haq nhận lời mời từ Robert McNamara, chủ tịch Ngân hàng Thế giới để làm Giám đốc của ông Hoạch định chính sách. Trong nhiệm kỳ của mình (1970-82), Haq đã có sức ảnh hưởng đến triết lý phát triển và chính sách cho vay của Ngân hàng, hướng sự quan tâm nhiều hơn đến các chương trình xóa đói giảm nghèo và tăng cường phân bổ cho sản xuất trang trại nhỏ, dinh dưỡng, giáo dục, cấp nước và các lĩnh vực xã hội khác. Ông đã viết một nghiên cứu đóng vai trò là tiền đề cho các nhu cầu cơ bản và cách tiếp cận phát triển con người của những năm 1980.
Khi làm việc tại Ngân hàng Thế giới, Haq được Thủ tướng Zulfiqar Ali Bhutto mời tham gia Bộ Tài chính, nhưng Haq đã từ chối vì ông có quan điểm phản đối gay gắt về chương trình quốc hữu hóa của Bhutto. Năm 1973, Bhutto một lần nữa đề nghị Mahbub quay trở lại Pakistan và tham gia cùng chính quyền của mình trong việc đề ra chiến lược giúp một số lượng lớn người Pakistan thoát khỏi cảnh đói nghèo và lạm phát, nhưng sự khác biệt lớn về quan điểm của họ khiến Haq không quay trở lại.
Năm 1982, Haq trở lại theo yêu cầu của chính phủ quân sự của Tướng Zia-ul-Haq, nơi ông đảm nhận quyền giám đốc Ủy ban Kế hoạch. Năm 1983, Haq được bổ nhiệm làm Bộ trưởng Bộ Kế hoạch và Phát triển. Theo Parvez Hasan, 'dưới sự chỉ đạo của Mahbub, Ủy ban Kế hoạch một lần nữa trở thành một nơi sôi động và bắt đầu có ảnh hưởng mạnh mẽ đến các vấn đề của lĩnh vực xã hội, bao gồm giáo dục và kế hoạch hóa gia đình, những điều mà Zia đã bỏ quên trong nhiều năm.
Năm 1985, Tổng thống Zia đã giám sát một phần trở lại nền dân chủ với cái gọi là tổng tuyển cử 'phi đảng phái', và Haq tuyên thệ nhậm chức Bộ trưởng Tài chính, Kế hoạch và Kinh tế trong chính phủ PML của Mohammed Khan Junejo. Haq được ghi nhận với các quyết định như cải cách thuế, bãi bỏ quy định của nền kinh tế, tăng tập trung vào phát triển con người và một số sáng kiến cho xóa đói giảm nghèo. Bất chấp sự tăng tốc lớn này trong chi tiêu xã hội, Haq bị buộc phải từ chức vào tháng 1 năm 1986 do phản đối những cải cách của ông. Ông được bổ nhiệm lại làm Bộ trưởng Tài chính trong chính quyền chăm sóc do Tướng Zia-ul-Haq thành lập sau khi ông bãi nhiệm chính phủ Junejo vào tháng 5 năm 1988. Nhiệm kỳ của ông Haq kết thúc khi chính phủ PPP của Benazir Bhutto tuyên thệ sau cuộc tổng tuyển cử vào tháng 11 năm 1988.
Năm 1989, ông được bổ nhiệm làm Cố vấn Đặc biệt cho Quản trị viên UNDP William Draper tại Thành phố New York để đưa ra Báo cáo Phát triển Con người đầu tiên. Với tư cách này, Haq đã khởi xướng khái niệm Phát triển Con người và Báo cáo Phát triển Con người với tư cách là Giám đốc Dự án. Ông đã dẫn đầu một nhóm các học giả quốc tế bao gồm Amartya Sen, Paul Streeten, Inge Kaul, Frances Stewart và Richard Jolly để chuẩn bị các Báo cáo Phát triển Con người hàng năm.
Năm 1996, Haq thành lập Trung tâm Phát triển Con người ở Islamabad, Pakistan - viện nghiên cứu chính sách cam kết tổ chức các nghiên cứu chuyên nghiệp, nghiên cứu chính sách và hội thảo trong lĩnh vực phát triển con người, đặc biệt tập trung vào Nam Á. Để ghi nhận những đóng góp của ông, Trung tâm Phát triển Con người, Islamabad đã chính thức được đổi tên thành Trung tâm Phát triển Con người Mahbub ul Haq vào ngày 13 tháng 12 năm 1998, với bà Khadija Haq là chủ tịch.